# Maechidius hirtipes
Maechidius hirtipes är en skalbaggsart som beskrevs av Gilbert John Arrow 1941. Maechidius hirtipes ingår i släktet Maechidius och familjen Melolonthidae. Inga underarter finns listade i Catalogue of Life.